# Sietas Typ 132
Der Typ 132 ist mit 13 gebauten Einheiten einer der erfolgreichsten Schwergutfrachtschiffstypen der Sietas-Werft in Hamburg-Neuenfelde. Der Nachfolger dieser Baureihe ist der Typ 161.

## Geschichte

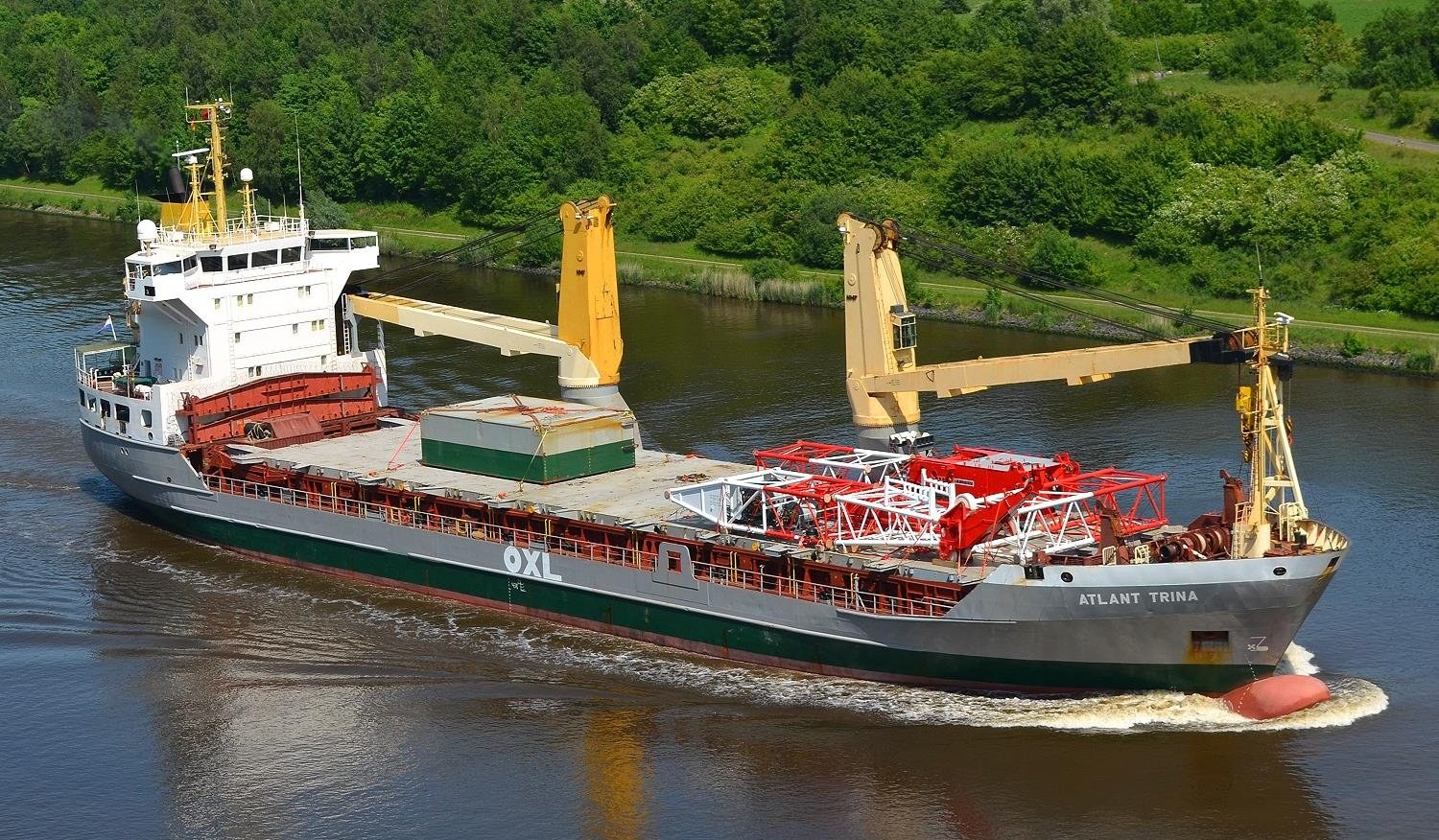
Die Atlant Trina (ehemals Trina)

Hergestellt wurde die Serie von 1987 bis 1996 in 13 Einheiten. Bis auf das zweite Schiff der Baureihe wurde die komplette Serie von den Brüdern  Hans und Claus Heinrich für die Steinkirchener Reederei Schiffahrtskontor Altes Land geordert. Eingesetzt werden die Schiffe vorwiegend in der weltweiten Schwergut- und Projektfahrt. Die einzelnen Schiffe unterscheiden sich hauptsächlich durch die Ausrüstung mit Kränen der Neuenfelder Maschinenfabrik mit Hubvermögen von 100 Tonnen bis zu 250 Tonnen pro Kran und verschieden leistungsstarken Hauptmotoren der Hersteller Klöckner-Humboldt-Deutz, Wärtsilä und MAN.

## Technik

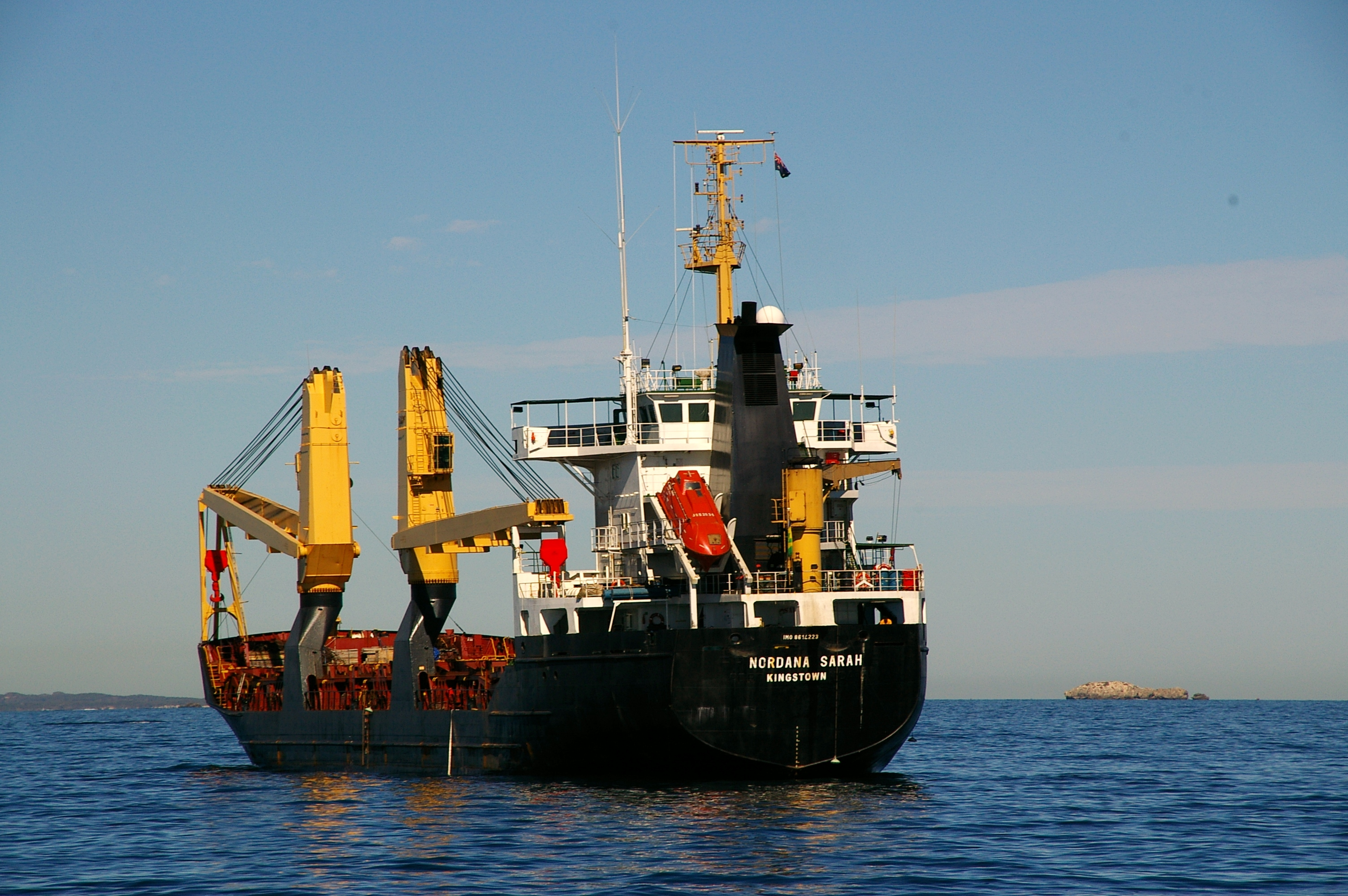
Die Nordana Sarah (ehemals Regine)

Angetrieben werden die Schiffe der Baureihe von einem 4-Takt-Dieselmotor, der über ein Untersetzungsgetriebe auf einen Verstellpropeller wirkt. Das erste Schiff erhielt eine Antriebsanlage von Klöckner-Humboldt-Deutz, der zweite Neubau einen Hauptmotor des finnischen Herstellers Wärtsilä, alle folgenden Schiffe werden durch MAN-Motoren angetrieben. Das Leistungsspektrum der in der Serie verbauten Motorbaumuster verschiedener Hersteller umfasst einen Bereich von 3.295 bis 5.000 Kilowatt.
Die eisverstärkten Rümpfe wurden in Sektionsbauweise zusammengefügt.
Der 64,40 Meter lange und 15,30 Meter breite kastenförmige Laderaum (box-shaped) mit einem Rauminhalt von 9.660 m³ (Kornraum) oder 9.647 m³ (Ballenraum) ist für den Transport von Containern und Schwergut verstärkt und hat zahlreiche versetzbare Schotten, die auch als Zwischendeck eingesetzt werden können. Es wurden hydraulische Faltlukendeckel verwendet, deren Einzellukendeckel abgetrennt und von Bord genommen werden können. Alle Schiffe wurden mit zwei seitlich an Backbord angebrachten Kränen abgeliefert.

## Schiffe
| Sietas Typ 132 | Sietas Typ 132 | Sietas Typ 132 | Sietas Typ 132         | Sietas Typ 132                 | Sietas Typ 132 |
| Bauname        | Bau- nummer    | IMO- Nummer    | Stapellauf Ablieferung | Auftraggeber                   | Umbenennungen und Verbleib |
| -------------- | -------------- | -------------- | ---------------------- | ------------------------------ | --- |
| Regine         | 959            | 8614223        | 10.03.1987 25.04.1987  | Hans & Claus Heinrich, Hamburg | 1995 Sea Lion, 1997 Fret Sologne, 2002 Cirene Star, 2008 Nordana Sarah, 3/2010 Cirene Star, 6/2010 Well Faith, 2017 Li Liang, am 24. Oktober 2018 zur Verschrottung in Chittagong eingetroffen                                             |
| Elbstrom       | 991            | 8703270        | xx.04.1987 28.05.1987  | Reinhold Nibbe, Hamburg        | 1987 Kestrel, 1988 Elbstrom, 1989 Conti Britania, 1992 Jumbo Britania, 1992 Svenja, 1996 Sea Tiger, 1997 Fret Languedoc, 2002 Sabrata Star, 2008 Nordana Madeleine, 2009 BSLE Princess, 2016 Farah Princess, 2023 Mohsen, so 2024 in Fahrt |
| Antje          | 1032           | 8817617        | 18.09.1989 03.11.1989  | Hans & Claus Heinrich, Hamburg | 1997 Sea Breeze, 1998 Sjard, am 27. Januar 2002 etwa 350 Seemeilen östlich St. John’s (Neufundland) auf Position 48.40N/45.02W gesunken |
| Annegret       | 1033           | 8902321        | xx.05.1990 20.06.1990  | Hans & Claus Heinrich, Hamburg | abgeliefert als Lena, 1/1998 Calypso, 9/1998 Palatin, am 2. Dezember 1999 westlich vom Kap Finisterre auf Position 42.32.5N/11.41.8W gesunken, nachdem die Ladung in schwerer See verrutscht war                                           |
| Grietje        | 1067           | 8919867        | 18.10.1991 29.11.1991  | Hans & Claus Heinrich, Hamburg | 1998 Steinkirchen, 1999 Palmyra, 2008 Han Hong, am 14. September 2015 Maschinenschaden in der Andamanensee, im Frühjahr 2016 in Alang verschrottet                                                                                         |
| Annegret (II)  | 1068           | 8919879        | 18.11.1991 16.01.1992  | Hans & Claus Heinrich, Hamburg | 1999 Calypso, 2000 BBC Frisia, 2007 Roelof, 2019 Peresvet, 2021 Ayana Star, 2023 Aminah Star, so 2024 in Fahrt |
| Paula          | 1077           | 9030577        | xx.01.1991 14.02.1992  | Hans & Claus Heinrich, Hamburg | 2000 BBC Texas, 2000 Tina, 2007 Salcaf, 2009 Han Zhang, 2022 Arklift, 2023 Queen Ayla, so 2024 in Fahrt |
| Margaretha     | 1046           | 9051739        | 09.10.1992 05.12.1992  | Hans & Claus Heinrich, Hamburg | 2001 Elke, 2002 Passat, 2008 Han Feng, am 13. August 2020 zur Verschrottung in Chittagong eingetroffen |
| Wiebke         | 1047           | 9051741        | 16.11.1992 29.01.1993  | Hans & Claus Heinrich, Hamburg | 2000 Steinkirchen, 2001 BBC Sealand, 2007 OXL Victory, 2009 Victoria Scan, 2010 Han De, 2022 Run De, so 2024 in Fahrt |
| Frauke         | 1062           | 9109093        | 15.11.1994 16.12.1994  | Hans & Claus Heinrich, Hamburg | 2005 Atlant Frauke, 2014 BSLE Vivy, am 15. Juli 2017 zur Verschrottung in Alang eingetroffen |
| Trina          | 1063           | 9109108        | 13.12.1994 11.02.1995  | Hans & Claus Heinrich, Hamburg | 2006 Atlant Trina, 2014 BSLE Nina, am 29. Juli 2017 zur Verschrottung in Alang eingetroffen |
| Regine (II)    | 1064           | 9125877        | 24.02.1996 23.03.1996  | Hans & Claus Heinrich, Hamburg | 2006 Atlant Regine, 2011 Han Zhi, so 2024 in Fahrt |
| Svenja         | 1065           | 9125889        | 18.03.1996 26.04.1996  | Hans & Claus Heinrich, Hamburg | 2006 Atlant Svenja, 2012 Han Xin, so 2024 in Fahrt |